# Tännforsen

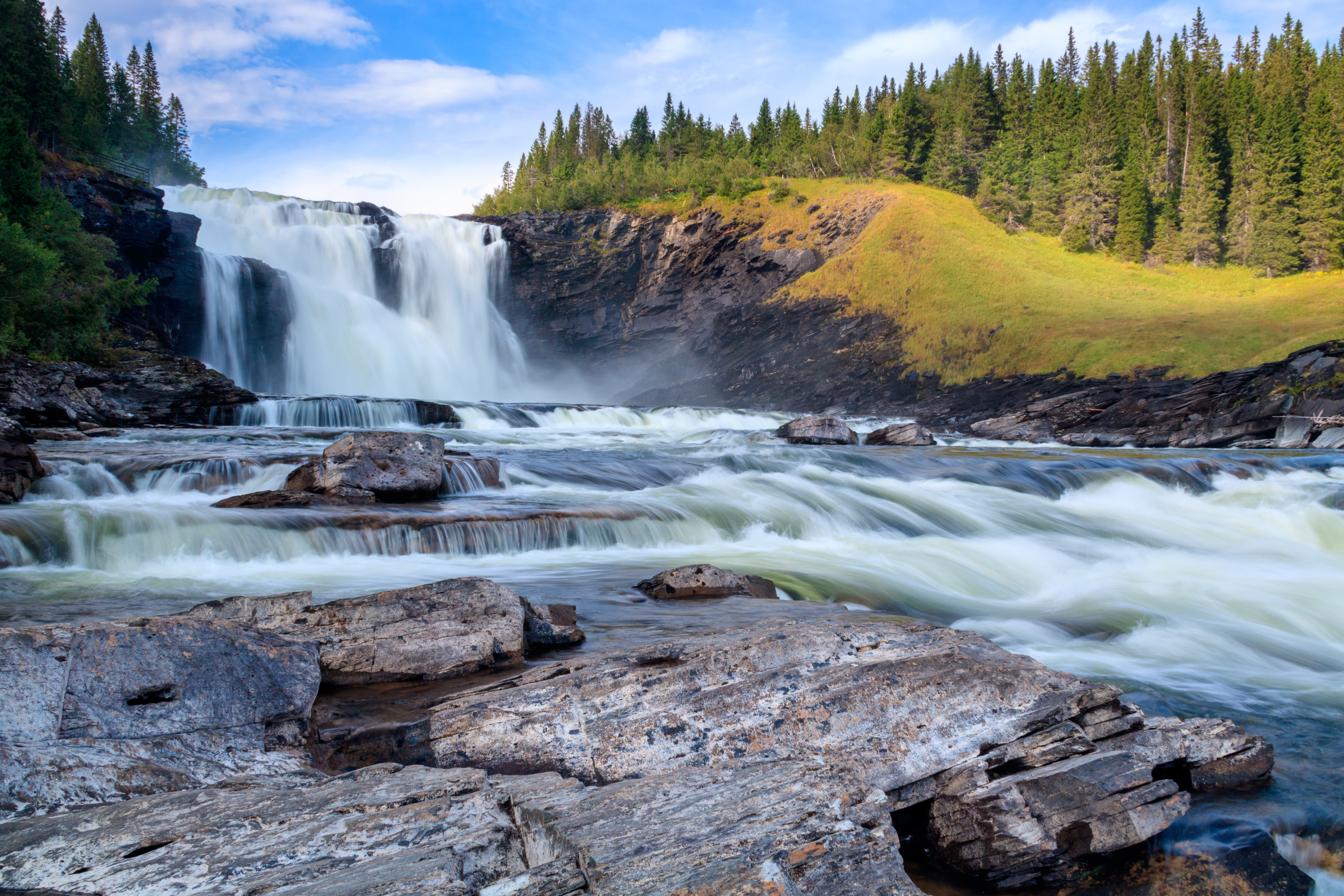
Tännforsen ett av Sveriges största vattenfall.

Tännforsen är ett vattenfall beläget i Åre kommun, Åre distrikt, i västra Jämtland. Fallet har en total fallhöjd på 37 meter varav en lodrät fallhöjd på 26 meter. Tillsammans med bredden på 60 meter ger detta en lodrät fallyta på ca 1 560 kvadratmeter.
Tännforsen är ett av Jämtlands mest besökta turistmål och är ett av Jämtlands få outbyggda vattenfall. Forsen hotades av kraftverksutbyggnad, främst under 1940-talet, men räddades genom den kraftfulla folkopinionen mot exploateringen. Idag är Tännforsen och området omkring klassat som ett naturreservat och Natura 2000-område.

## Beskrivning
Fallet utgör en del av Indalsälven och förbinder sjöarna Tännsjön (ovan fallet) och Öster-Noren (nedan fallet). 
Mängden vatten som forsar fram varierar kraftigt mellan årstiderna. Ett normalt år når vattenflödet sin toppnivå under andra halvan av maj, då 200–400 kubikmeter vatten forsar över fallets nacke varje sekund. Minst är det mellan december och februari, då Tännforsen istället täcks av en isskrud. Det största vattenflöde som uppmätts under 1900-talet är över 800 kubikmeter per sekund. Det var under vårfloden 1995.
Besökare kan följa en utmarkerad vandringsrunda som går runt Tännforsen. Leden tar cirka en halvtimme att gå och är cirka 1 kilometer lång. Under sommarsäsongen finns det även möjlighet att gå på guidade vandringsturer. 

## Bilder

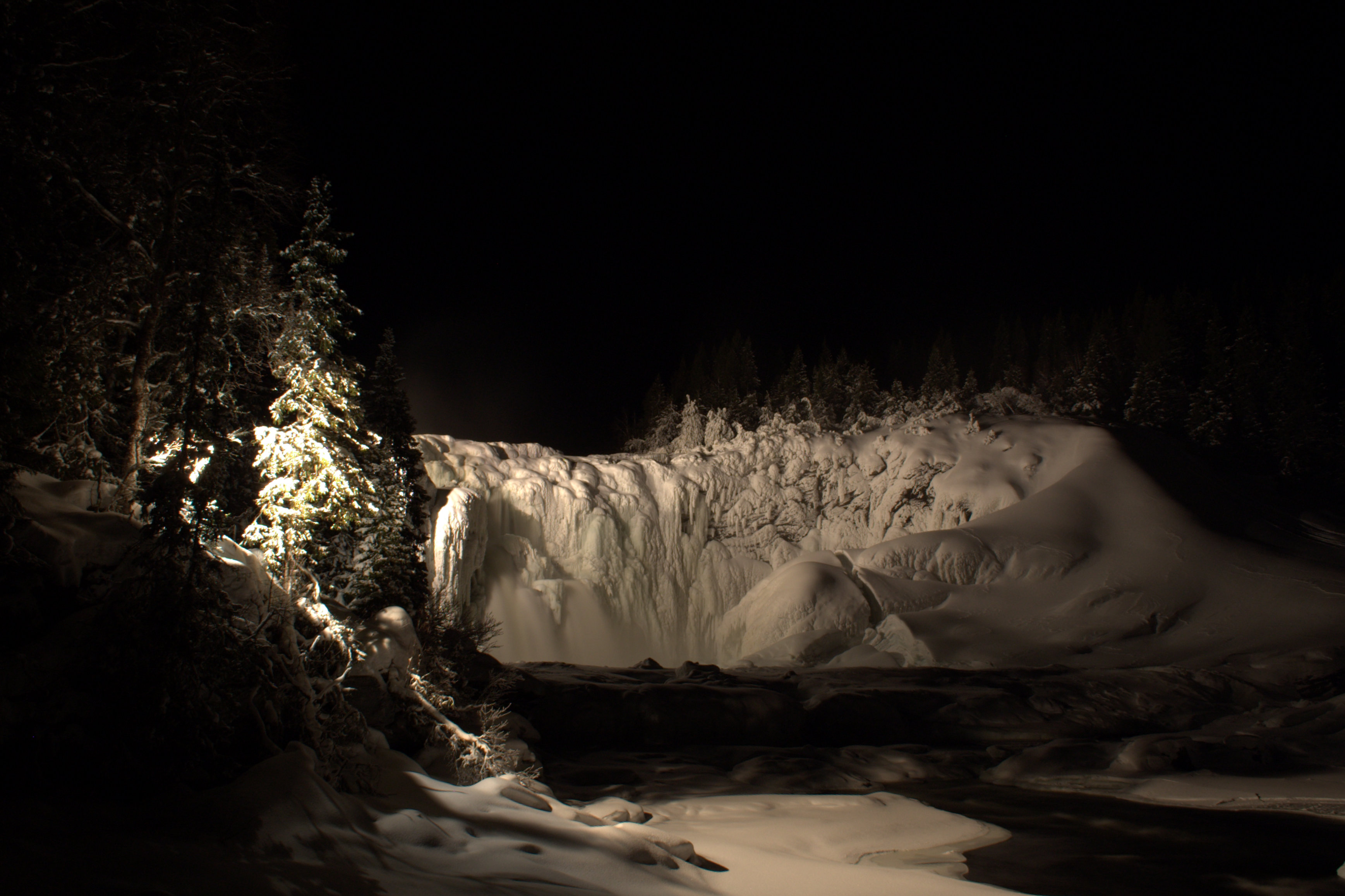
Tännforsen på vintern.
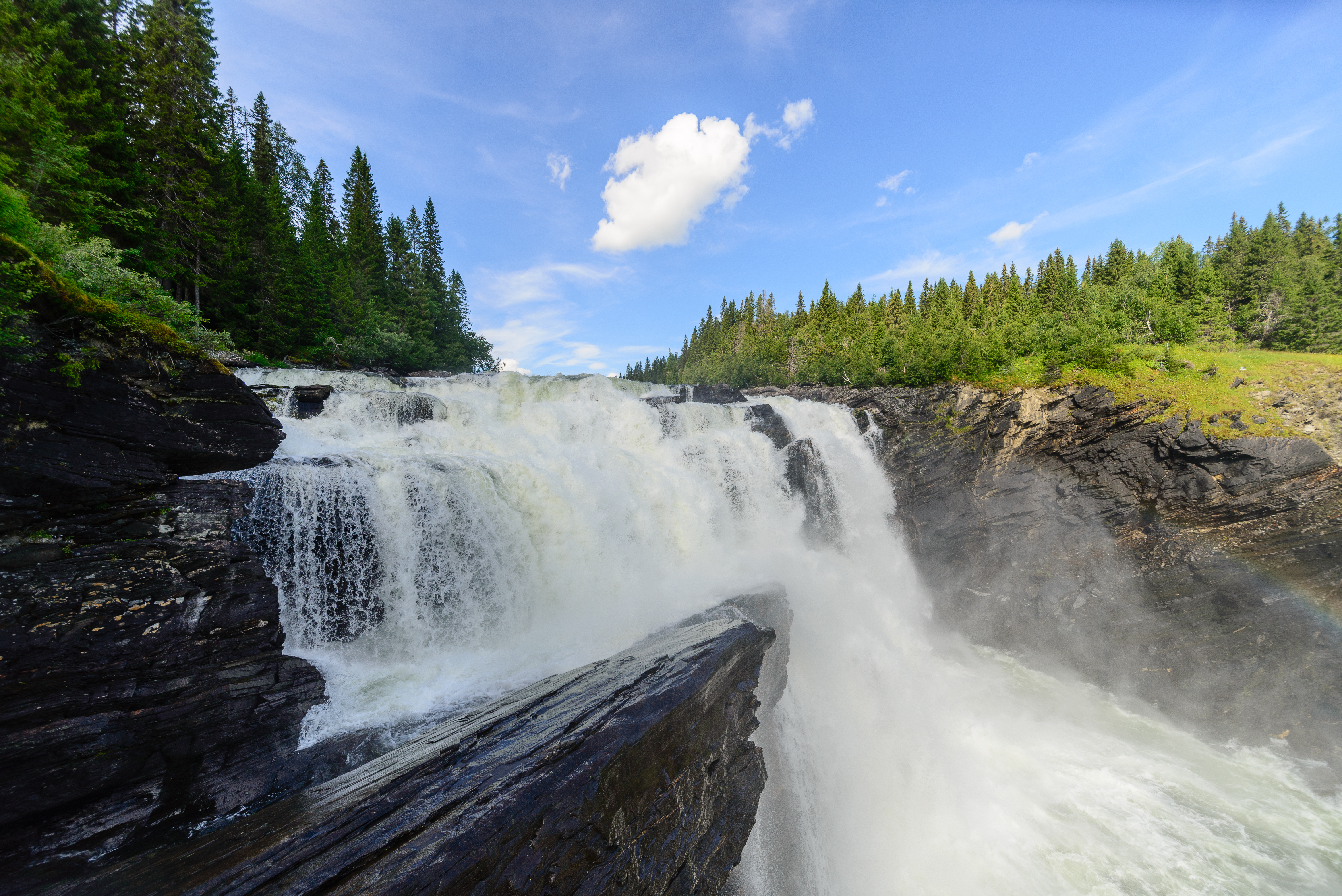
Övre delen av fallet.
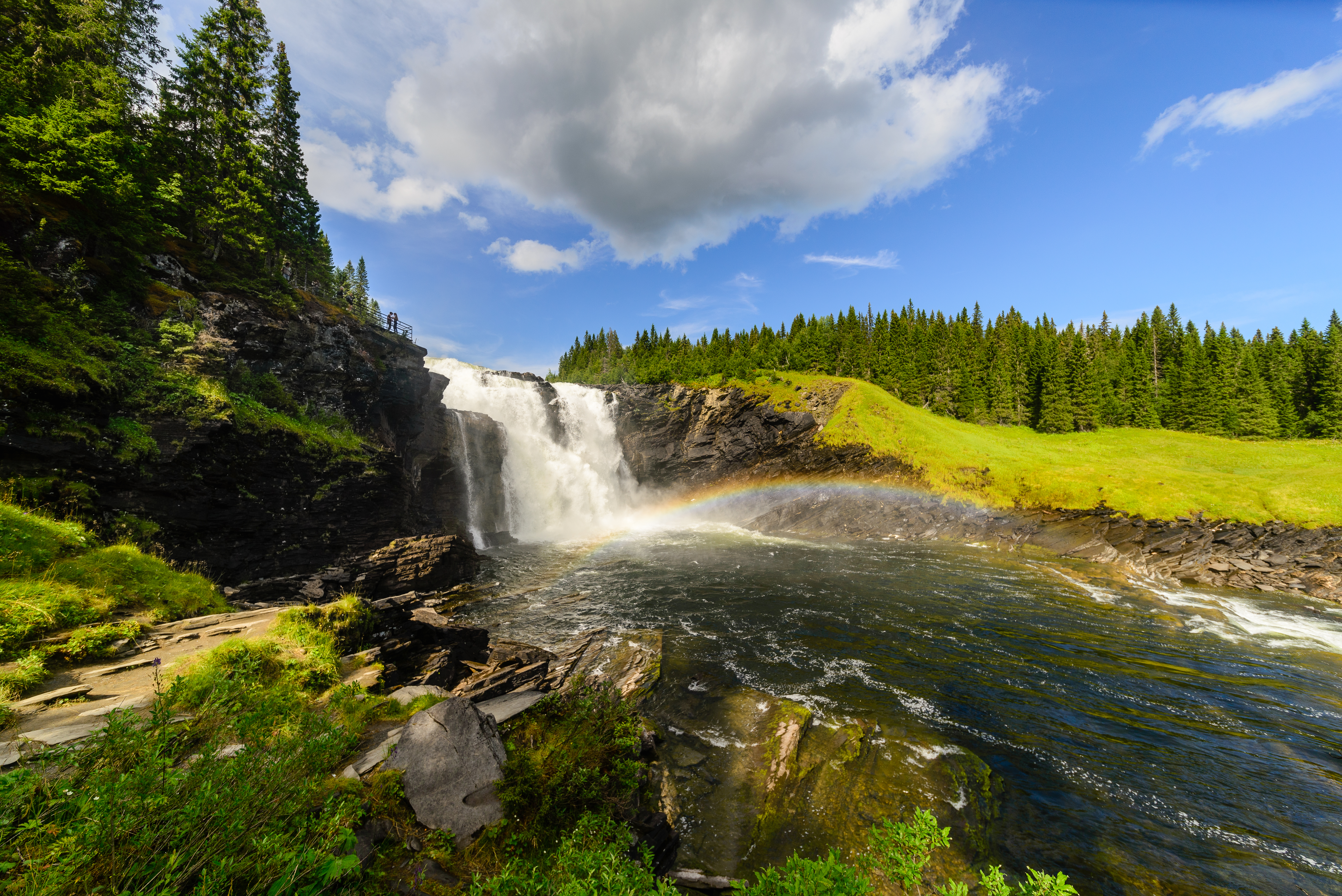
Tännforsen i juli 2021.

## Video
|  |